# Pallacanestro femminile agli XI Giochi del Mediterraneo

## Classifica finale
| - | Paese   | Formazione |
| - | ------- | --- |
|   | Spagna  | Spagna4 Hernández, 5 Mújica, 6 Ares, 7 Alonso, 8 Pulgar, 9 Geuer, 10 Vara, 11 Álvaro, 12 Messa, 13 Ferragut, 14 Cebrián, 15 Castrejana, All. Chema Buceta            |
|   | Francia | FranciaBenintendi, Campi, Cissé, Ekambi, Fijalkowski, Force, Jeanne, Moussard, Santaniello, Soussi, Souvré, Vivenot, All. -                                          |
|   | Grecia  | |
| 4 | Italia  | Italia5 Adamoli, 6 S. Gori, 7 Donadel, 8 L. Gori, 9 L'Imperio, 10 Paparazzo, 11 Rodighiero, 12 Arcangeli, 13 Stanzani, 14 De Michele, 15 Sarni, All. Franco Novarina |
| 5 | Albania | AlbaniaAlibegaj, Dauti, Dibra, Dobro, Fusha, Goga, Guxho, Jaupi, Nakolli, Ruçi, Shehu, Tafa, All. Petrit Stefa                                                       |